# Діаново
Діа́ново (рос. Дианово) — присілок у складі Білозерського району Курганської області, Росія. Входить до складу Боровської сільської ради.
Населення — 7 осіб (2010, 18 у 2002).